# 나이트 이야기
나이트 이야기 ( The Knight's Tale ; 기사 이야기)는 제프리 초서의 캔터베리 이야기의 첫번 째 이야기이다.
이 이야기의 주인공인 기사는 제너럴 프롤로그에서 자세하게 묘사되었으며 그는 여러 나라에 십자군으로 참가하였으며 그의 인성은 완벽하게 이상적으로 묘사되었다.  이야기는 기사들 사이에 삼각관계인 사랑이야기로 윤리적 딜레마를 만나는 장면이 포함된다.

## 근원 자료와 작문원리
이 이야기의 근원 자료는 조반니 보카치오의 <테세이다>이다.